# Psychotria parvula
Psychotria parvula är en måreväxtart som beskrevs av Asa Gray. Psychotria parvula ingår i släktet Psychotria och familjen måreväxter. Inga underarter finns listade i Catalogue of Life.